# Новорепьевский
Новорепьевский — поселок в Сызранском районе Самарской области. Входит в состав сельского поселения Новозаборовский.
Расположен на левом берегу Балашейки, непосредственно примыкая к посёлку Красносельск Ульяновской области.

## История
В 1957 году к совхозу «Большевик» (Варламово), в качестве 4-го отделения, было присоединено подсобное хозяйство МВД СССР. 
В 1973 г. Указом Президиума ВС РСФСР поселок отделения № 4 совхоза «Большевик» переименован в Новорепьевский.

## Население
| 2010 |
| ---- |
| 201  |